# Les Hommes de cœur

Les Hommes de cœur est une série télévisée créée par Jean-Luc Azoulay, écrite par Alain Deloche et Jean-François Elberg et diffusée sur France 2 entre le 23 février 2005 et le 26 avril 2006. La musique a été composée par Rémy Sarrazin et Mickael Tuccio. 

## Distribution
- Patrick Catalifo : Pierre Duroy
- Thierry Redler : Yann Lefol
- Isabelle Bouysse : Chantal
- Nathalie Quenard : Olga
- Jean-François Elberg : le docteur No
- Stephane Lagoutte : Instrumentaliste
- Laurence Charpentier
- Michèle Ernou
- Maria Laborit

## Épisodes
1. Pilote de Édouard Molinaro
2. Le Mal du pays de Édouard Molinaro
3. Nawin de Édouard Molinaro

## Récompense
- 2005 : Meilleure interprétation masculine pour Patrick Catalifo au Festival de la fiction TV de Saint-Tropez[1]